# Typologia państw w ujęciu marksistowskim
W ujęciu marksistowskim można wyróżnić takie typy państw, jak:

## Państwo niewolnicze
Podział ludzi na wolnych i niewolników. Ludzie wolni byli właścicielami dóbr materialnych, oraz niewolników. Tworzyli oni klasę patrycjuszy, posiadali podmiotowość  polityczną i prawną, mogli sprawować władzę. Spośród nich pochodził monarcha, lub zależnie od panującego systemu wódz, cesarz, imperator. W niektórych państwach ukształtowała się również druga grupa ludzi wolnych zwanych plebejuszami, posiadali oni podmiotowość prawną i polityczną, lecz nie mieli dużych majątków, przez to materialnie byli zależni od patrycjuszy. Jednak najliczniejszą klasą byli niewolnicy, nie posiadali żadnych praw, traktowani byli przedmiotowo. Klasa ta stanowiła podstawę egzystencji całego społeczeństwa. System taki panował głównie w państwach starożytnych na bliskim wschodzie oraz w państwach śródziemnomorskich - w Grecji i Rzymie. Formację niewolniczą dzieli się niekiedy na niewolnictwo typu azjatyckiego (związane z azjatyckim sposobem produkcji: starożytny Egipt, Mezopotamia), gdzie większość niewolników stanowiła własność władcy (utożsamianego z państwem) i niewolnictwo typu antycznego (starożytna Grecja, Rzym), gdzie większość niewolników stanowiła własność osób prywatnych.

## Państwo feudalne
System feudalny kształtował się stopniowo przez przeobrażanie systemu niewolniczego, był też rezultatem osiadłości plemion wędrownych. Podstawą ekonomiczną były duże własności ziemskie tzw. latyfundia, należące do warstw najzamożniejszych czyli monarchów, kleru i rycerstwa. Początkowo wszystkie ziemie należały do monarchy, lecz nadawał je on ludziom zasłużonym dla państwa. Struktura społeczeństwa oparta była na stanie majątkowym i publicznym. Stopniowo zanikała klasa niewolników, lecz w różnym stopniu, zależnym od stanu majątku. W konsekwencji tego ukształtowały się 4 warstwy społeczne: 
- szlachta,
- duchowieństwo,
- mieszczaństwo,
- chłopstwo.

Jedynie 3 pierwsze warstwy były uprzywilejowane. Chłopów dzieliło się na poddanych czyli na zależnych prawnie od swego pana i na pańszczyźnianych, czyli mieli obowiązek pracy lub innych świadczeń na rzecz pana, ale nie byli całkowicie ubezwłasnowolnieni. Ustrój w feudalizmie oparty był na jednowładztwie monarchy.

## Państwo kapitalistyczne
Ten typ ukształtował się jako efekt walki z feudalnym absolutyzmem. Kształtował się poprzez rewolucję antyfeudalną, burżuazyjną. Podstawowym założeniem dla tego typu jest Deklaracja Praw Człowieka i Obywatela (pierwszy raz opracowana we Francji). W XIX wieku dokonywały się rewolucje w różnych krajach, co umożliwiało likwidację feudalizmu i wprowadzenie kapitalizmu. Podstawą ekonomiczną dla tej tego typu jest ideologia liberalizmu która zakłada swobodę działalności gospodarczej oraz wolny rynek, który ma torować drogę do rozwoju ekonomicznego. Została zniesiona feudalna hierarchia własności. Własność prywatna jest w kapitalizmie nienaruszalna i podlega ochronie prawnej. Ustrój społeczny oparty jest na zasadzie równości wszystkich ludzi wobec prawa, bez względu na pochodzenie, majątek, religię, rasę czy narodowość.

## Państwo socjalistyczne
Stosunki ekonomiczne opierają się na zasadzie własności społecznej środków produkcji, oraz na centralnym planowaniu rozwoju gospodarki narodowej. To wiąże się z ograniczeniem bądź likwidowaniem sektora prywatnego w gospodarce. Opisującymi państwo socjalistyczne hasłami z okresu PRL były „zniesienie wyzysku człowieka przez człowieka” i „każdemu według jego pracy”. Podział społeczny w tym typie wygląda tak: 
- klasa robotnicza (najważniejsza),
- pracujące chłopstwo,
- pracująca inteligencja.

Ustrój polityczny opiera się na zasadach 
- klasowości państwa,
- ludowładztwa (sojusz ludu pracującego miast i wsi),
- przewodniej w społeczeństwie roli partii komunistycznej.

Część marksistów opisuje państwa typu PRL nie jako państwa prawdziwie socjalistyczne lecz jako zdegenerowane państwo robotnicze lub jako państwowo-kapitalistyczne.